# Cleveaceae
Cleveaceae là một họ rêu trong bộ Marchantiales.